# Пјане (Ђенова)
Пјане је насеље у Италији у округу Ђенова, региону Лигурија.
Према процени из 2011. у насељу је живело 210 становника. Насеље се налази на надморској висини од 232 м.